# O zakletém hadovi (film)
O zakletém hadovi je česká televizní pohádka režisérky Vlasty Janečkové z roku 1983. Natočená byla Československou televizí podle stejnojmenné předlohy Boženy Němcové. Premiérově odvysílaná byla na Štědrý den v roce 1983.

## Obsazení
| Jana Paulová        | Běla             |
| Petr Štěpánek       | princ            |
| Jana Radoušová      | Terka            |
| Ondřej Mikulášek    | Vincek           |
| Drahomíra Hofmanová | královna         |
| Jana Březinová      | čarodějova dcera |
| Vlasta Fialová      | kovářka          |
| Karel Semerád       | hospodář         |
| Stanislav Zindulka  | vysloužilec      |

## Tvůrci a štáb
- Režie: Vlasta Janečková
- Námět: Božena Němcová (pohádka O bílém hadu)
- Scénář: Božena Šimková
- Dramaturgie: Jiří Stejskal
- Kamera: Václav Myslivec
- Vedoucí výrobního štábu: Magda Bočková
- Hudba: Vadim Petrov
- Architekt: Dušan Ždímal
- Výtvarník kostýmů: Oldřich Schüller
- Zvuk: Lubor Hochmann
- Střih: Alena Hachlová
- Masky: Jarmila Lichtnegelová, Stanislava Novotná

## Produkční a technické údaje
- Premiéra: 24. prosinec 1983 (I. program Československé televize)
- Výroba: Československá televize Brno, Vysílání pro děti a mládež, © 1983
- Barva: barevný
- Jazyk: čeština
- Délka: cca 55 minut